# Adrar Bous
L'Adrar Bous (o Adragh Bous) è una montagna di 1 123 m situata nel massiccio dell'Aïr, in Niger.

## Geografia
L'Adrar Bous è un plutone nero situato lungo il bordo nord-orientale dell'Aïr e circondato dal deserto del Ténéré. Dal punto di vista amministrativo si trova nella comunità rurale di Gougaram, nel Dipartimento di Arlit, entro i confini del sito patrimonio dell'umanità della riserva naturale dell'Aïr e del Ténéré. A sud-ovest di esso si innalza il Mont Gréboun (1 944 m).
La montagna ha forma ellittica e copre un'area di 16 chilometri per 10. I due quinti della superficie sono costituiti da rocce basiche che formano una sorta di depressione arcuata, delimitata da monzoniti ad ovest e da graniti alcalini e peralcalini a nord e ad est.

## Storia
Questa montagna isolata era abitata durante il periodo neolitico, come ha confermato il ritrovamento di siti che testimoniano la presenza umana 10 000 anni fa. Sono state rinvenute punte di freccia e altri utensili, oltre a incisioni rupestri, ceramiche vecchie di 9 500 anni e resti di bestiame domestico di 6 000 anni fa.